# Sally Dominguez
Sally Dominguez (24 de octubre de 1969) es una diseñadora australiana.

## Trayectoria
Domínguez ejerció la arquitectura sostenible durante 9 años antes de diseñar la galardonada trona Nest que se encuentra en la Colección Permanente del Museo Powerhouse en Sídney, Australia.
En 2004, inventó un tanque de agua de lluvia que podía usarse en orientación horizontal o vertical, el Rainwater HOG modular. El tanque modular Rainwater HOG de Dominguez fue nombrado uno de los 10 mejores productos de construcción ecológica de Estados Unidos de 2008 y recibió un premio Spark Design Award también en 2008. 
Dominguez valora inventos en el programa New Inventors de la cadena de televisión australiana ABC. También ejerció como jueza profesional en los premios Wheels Car of the Year, desde 2005 hasta 2007, y en el International Australian Design Award en 2008. Además, fue jueza de los premios Spark 2009.
Da conferencias sobre diseño para la Junta de Estudios DesignTech. 
Escribe sobre diseño, innovación de productos y sostenibilidad en el diseño para Monument, G y la revista Wheels.